# 1968年イタリアグランプリ
1968年イタリアグランプリ (1968 Italian Grand Prix) は、1968年のF1世界選手権第9戦として、1968年9月8日にモンツァ・サーキットで開催された。
68周で行われたレースは、マクラーレンのデニス・ハルムが7番手スタートから優勝し、マトラのジョニー・セルボ＝ギャバンが2位、フェラーリのジャッキー・イクスが3位となった。

## レース前
前戦のドイツGPから本レースまで5週間の中断期間があった。このシーズンはこれまで降雨と悲劇の両方が見られたが、中断期間中にオウルトン・パークで行われたインターナショナル・ゴールドカップはいくつかの有力ドライバーが参加し、ジャッキー・スチュワートがニュルブルクリンクでの圧倒的な勝利に続いてレースを制した。

## エントリー
本レースはこの年最多となる24台が参加した。エントリーリストには注目すべきアメリカ人ドライバーが名を連ねた。イタリア系アメリカ人のマリオ・アンドレッティがロータスの3台目でスポット参戦し、USACチャンピオンシップで彼のライバルであったボビー・アンサーがリチャード・アトウッドに代わってBRMの2台目をドライブする。エースのペドロ・ロドリゲスには新車P138が与えられた。他にも多くのチームがドライバーを増やし、マトラ・インターナショナルの2台目にジョニー・セルボ＝ギャバンを、フェラーリの3台目にイギリス人のデレック・ベルを、ホンダの2台目に同じくイギリス人のデビッド・ホッブズをそれぞれ起用した。そして、ホンダはRA302の2号車が完成し、本レースの直前に東京の本社からイギリスに送り込まれ、レースを戦うRA301の2台とともにモンツァまで運び込まれた。クーパーも3台目を走らせようとしたが、ロビン・ウィドウズが事故で負傷し、アルファロメオのスポーツカーレース用V8エンジンを搭載するT86Cを走らせる予定だったルシアン・ビアンキの出走を見合わせたため、ビック・エルフォードのみ参加した。

### エントリーリスト
| チーム                                                      | No. | ドライバー                     | コンストラクター | シャシー | エンジン                         | タイヤ |
| ----------------------------------------------------------- | --- | ------------------------------ | ---------------- | -------- | -------------------------------- | ------ |
| ブルース・マクラーレン・モーターレーシング                  | 1   | デニス・ハルム                 | マクラーレン     | M7A      | フォード・コスワース DFV 3.0L V8 | G      |
| ブルース・マクラーレン・モーターレーシング                  | 2   | ブルース・マクラーレン         | マクラーレン     | M7A      | フォード・コスワース DFV 3.0L V8 | G      |
| ヨアキム・ボニエ・レーシングチーム                          | 3   | ヨアキム・ボニエ               | マクラーレン     | M5A      | BRM P142 3.0L V12                | G      |
| マトラ・インターナショナル                                  | 4   | ジャッキー・スチュワート       | マトラ           | MS10     | フォード・コスワース DFV 3.0L V8 | D      |
| マトラ・インターナショナル                                  | 5   | ジョニー・セルボ＝ギャバン     | マトラ           | MS10     | フォード・コスワース DFV 3.0L V8 | D      |
| マトラ・スポール                                            | 6   | ジャン＝ピエール・ベルトワーズ | マトラ           | MS11     | マトラ MS9 3.0L V12              | D      |
| スクーデリア・フェラーリ SpA SEFAC                          | 7   | デレック・ベル                 | フェラーリ       | 312/68   | フェラーリ 242C 3.0L V12         | F      |
| スクーデリア・フェラーリ SpA SEFAC                          | 8   | ジャッキー・イクス             | フェラーリ       | 312/68   | フェラーリ 242C 3.0L V12         | F      |
| スクーデリア・フェラーリ SpA SEFAC                          | 9   | クリス・エイモン               | フェラーリ       | 312/68   | フェラーリ 242C 3.0L V12         | F      |
| ブラバム・レーシング・オーガニゼーション                    | 10  | ジャック・ブラバム             | ブラバム         | BT26     | レプコ 860 3.0L V8               | G      |
| ブラバム・レーシング・オーガニゼーション                    | 11  | ヨッヘン・リント               | ブラバム         | BT26     | レプコ 860 3.0L V8               | G      |
| シャルル・ホーゲル・レーシング                              | 12  | シルビオ・モーザー             | ブラバム         | BT20     | レプコ 620 3.0L V8               | G      |
| ホンダ・レーシング                                          | 14  | ジョン・サーティース           | ホンダ           | RA301 1  | ホンダ RA301E 3.0L V12 1         | F      |
| ホンダ・レーシング                                          | 15  | デビッド・ホッブズ             | ホンダ           | RA301 1  | ホンダ RA301E 3.0L V12 1         | F      |
| ゴールドリーフ・チーム・ロータス                            | 16  | グラハム・ヒル                 | ロータス         | 49B      | フォード・コスワース DFV 3.0L V8 | F      |
| ゴールドリーフ・チーム・ロータス                            | 18  | マリオ・アンドレッティ         | ロータス         | 49B      | フォード・コスワース DFV 3.0L V8 | F      |
| ゴールドリーフ・チーム・ロータス                            | 19  | ジャッキー・オリバー           | ロータス         | 49B      | フォード・コスワース DFV 3.0L V8 | F      |
| ロブ・ウォーカー/ジャック・ダーラッシャー・レーシングチーム | 20  | ジョー・シフェール             | ロータス         | 49B      | フォード・コスワース DFV 3.0L V8 | F      |
| アングロ・アメリカン・レーサーズ                            | 21  | ダン・ガーニー                 | イーグル         | T1G      | ウェスレイク 58 3.0L V12         | G      |
| クーパー・カー・カンパニー                                  | 22  | ロビン・ウィドウズ 2           | クーパー         | T86B     | BRM P142 3.0L V12                | G      |
| クーパー・カー・カンパニー                                  | 23  | ビック・エルフォード           | クーパー         | T86B     | BRM P142 3.0L V12                | F      |
| クーパー・カー・カンパニー                                  | 24  | ルシアン・ビアンキ 3           | クーパー         | T86C     | アルファロメオ T33 3.0L V8       | F      |
| オーウェン・レーシング・オーガニゼーション                  | 25  | ボビー・アンサー               | BRM              | P126     | BRM P142 3.0L V12                | G      |
| オーウェン・レーシング・オーガニゼーション                  | 26  | ペドロ・ロドリゲス             | BRM              | P138     | BRM P142 3.0L V12                | G      |
| レグ・パーネル・レーシング                                  | 27  | ピアス・カレッジ               | BRM              | P126     | BRM P142 3.0L V12                | G      |
| バーナード・ホワイト・レーシング                            | 28  | フランク・ガードナー           | BRM              | P261     | BRM P142 3.0L V12                | G      |
| ソース:                                                     |     |                                |                  |          |                                  |        |

追記
- ^1 - ホンダ勢は練習走行のみ、RA302（3.0L V8空冷エンジン）を走らせた[8]
- ^2 - ウィドウズは負傷のため欠場[1][9]
- ^3 - マシンが準備できず[6][9]

## 予選
金曜日の予選初日はマリオ・アンドレッティとボビー・アンサーが好タイムを記録した。彼らは翌日にインディアナ・ステート・フェアで行われる「フージャー・ハンドレッド」に参加するためにアメリカへ戻り、アメリカのレースが終わったら再びモンツァに向かい、日曜日の決勝に臨むつもりであった。ところが、主催者は「世界選手権イベントの決勝前24時間以内に他のレースに出場してはならない」という規則に抵触するとし、2人とも決勝に出られなくなってしまった。彼らはアメリカのレースを優先し、モンツァに戻らなかった。
デビッド・ホッブズは練習走行でRA302の2号車を走らせたが、基本的にフランスGPで使われた1号車と何ら変わりがなく、エンジンは周回を重ねるごとにオーバーヒートを起こし、激しいオイル漏れに始まりヘッドボルト折損に至り走行不能となる。エンジンが冷えている間の加速や低速でのハンドリングは良好だが、高速でのドリフトコントロールの難しさに直面した。議論の結果、RA302のコックピット位置が極端に前に出ているため、ドライバーへのリアタイヤの挙動からの伝達が一瞬遅くなり、それがドライバーの反応を遅らせてドリフトコントロールを難しくさせていると考えた。それに加え、ホッブズはF1の経験が浅かったこともあった。ジョン・サーティースもRA302をドライブしたが、エンジンが冷えている周回でもRA301に比べて6秒遅いタイムしか出せず、加えてオーバーヒートの問題もあり、レースに耐えうるマシンではないと判断され、以後RA302がF1で走ることはなかった。
サーティースは2台のRA301を完璧にセットアップし、平均速度150.314 mph (241.907 km/h)でポールポジションを獲得した。サーティースは2番手のブルース・マクラーレン（マクラーレン・M7A）と3番手のクリス・エイモン（フェラーリ・312）とともにフロントローを占めた。2列目はジャッキー・イクス（フェラーリ）とグラハム・ヒル（ロータス）、3列目はジャッキー・スチュワート、デニス・ハルム、デレック・ベルが占めた。

### 予選結果
| 順位    | No. | ドライバー                     | コンストラクター      | タイム  | 差    | グリッド |
| ------- | --- | ------------------------------ | --------------------- | ------- | ----- | -------- |
| 1       | 14  | ジョン・サーティース           | ホンダ                | 1:26.07 | -     | 1        |
| 2       | 2   | ブルース・マクラーレン         | マクラーレン-フォード | 1:26.11 | +0.04 | 2        |
| 3       | 9   | クリス・エイモン               | フェラーリ            | 1:26.21 | +0.14 | 3        |
| 4       | 8   | ジャッキー・イクス             | フェラーリ            | 1:26.41 | +0.34 | 4        |
| 5       | 16  | グラハム・ヒル                 | ロータス-フォード     | 1:26.54 | +0.47 | 5        |
| 6       | 4   | ジャッキー・スチュワート       | マトラ-フォード       | 1:26.60 | +0.53 | 6        |
| 7       | 1   | デニス・ハルム                 | マクラーレン-フォード | 1:26.61 | +0.54 | 7        |
| 8       | 7   | デレック・ベル                 | フェラーリ            | 1:26.90 | +0.83 | 8        |
| 9       | 20  | ジョー・シフェール             | ロータス-フォード     | 1:26.96 | +0.89 | 9        |
| 10      | 18  | マリオ・アンドレッティ         | ロータス-フォード     | 1:27.20 | +1.13 | DNS 1    |
| 11      | 11  | ヨッヘン・リント               | ブラバム-レプコ       | 1:27.30 | +1.23 | 10       |
| 12      | 19  | ジャッキー・オリバー           | ロータス-フォード     | 1:27.40 | +1.33 | 11       |
| 13      | 21  | ダン・ガーニー                 | イーグル-ウェスレイク | 1:27.61 | +1.54 | 12       |
| 14      | 5   | ジョニー・セルボ＝ギャバン     | マトラ-フォード       | 1:27.63 | +1.56 | 13       |
| 15      | 15  | デビッド・ホッブズ             | ホンダ                | 1:27.70 | +1.63 | 14       |
| 16      | 26  | ペドロ・ロドリゲス             | BRM                   | 1:28.20 | +2.13 | 15       |
| 17      | 10  | ジャック・ブラバム             | ブラバム-レプコ       | 1:28.80 | +2.73 | 16       |
| 18      | 27  | ピアス・カレッジ               | BRM                   | 1:29.10 | +3.03 | 17       |
| 19      | 6   | ジャン＝ピエール・ベルトワーズ | マトラ                | 1:29.30 | +3.23 | 18       |
| 20      | 3   | ヨアキム・ボニエ               | マクラーレン-BRM      | 1:30.55 | +4.48 | 19       |
| 21      | 25  | ボビー・アンサー               | BRM                   | 1:30.56 | +4.49 | DNS 1    |
| 22      | 23  | ビック・エルフォード           | クーパー-BRM          | 1:31.30 | +5.23 | 20       |
| 23      | 28  | フランク・ガードナー           | BRM                   | 1:31.40 | +5.33 | DNQ      |
| 24      | 12  | シルビオ・モーザー             | ブラバム-レプコ       | 1'33.70 | +7.63 | DNQ      |
| ソース: |     |                                |                       |         |       |          |

追記
- 上位22台が決勝進出
- ^1 - アンドレッティとアンサーは予選後の土曜日にアメリカでのレースに出場したが、世界選手権イベントの決勝前24時間以内に他のレースへ出場してはならないという規則に抵触したため、決勝出場を禁止された[14]

## 決勝
68周で行われるレースは晴天の下で行われ、ポールポジションからスタートするジョン・サーティースがリードしたが、1周目が終わるまでにブルース・マクラーレンが首位を奪った。マクラーレンはサーティースがスリップストリームでリードするまで首位をキープした。次の周でマクラーレンが再び首位に立ち、フェラーリ勢でトップを走っていたクリス・エイモンがホンダ・RA301から漏れたオイルでコントロールを失い、レズモでガードレールを超えて木の枝に突っ込んだが、エイモンは奇跡的にかすり傷一つ負っていなかった。サーティースもエイモンを避けようとしてガードレールにクラッシュした。これにより、ジョー・シフェールが2位、ジャッキー・スチュワートが3位に浮上した。スチュワートが2位に浮上すると、マクラーレン、スチュワート、シフェール、デニス・ハルムのスリップストリーム合戦による首位争いが展開された。
マクラーレンは35周目にオイル漏れのためリタイアした。スチュワートは43周目にエンジントラブルで姿を消した。ハルムは既にこの時点で首位に立ち、残り9周でシフェールのサスペンションが壊れてリタイアした後は、ハルムが首位を独走してレースを締めくくった。彼は1時間40分14秒8で優勝し、平均速度は146.284 mph (235.421 km/h)であった。ジャッキー・イクスは2位フィニッシュを目前に控えたが、燃料の気化装置が過熱するトラブルでピットインしなければならず、すぐにコースへ戻ったが最終コーナーでジョニー・セルボ＝ギャバンに抜かれて3位に終わった。以下、ピアス・カレッジが4位、ジャン＝ピエール・ベルトワーズが5位、ヨアキム・ボニエが6位に入賞し、他に完走したドライバーはいなかった。2台目のホンダ・RA301を駆るデビッド・ホッブズは、予選タイムを1秒上回る1分28秒台をコンスタントに出し、レース中盤を終える頃には5位を走行していた。しかし、レース終盤に入ろうとする46周目にエンジンパワーを失い、ピットへ戻りリタイアした。6番シリンダーのバルブ調整ボルトの球面座が根元から折れていて、バルブが落ちてピストンを叩き、シリンダーライナーにクラックが入ったのが原因だった。1967年-1968年を通して、エンジンのメカニカルトラブルが発生したのは1967年ベルギーGPと本レースの2回だけだった。

### レース結果
| 順位    | No. | ドライバー                     | コンストラクター      | 周回数 | タイム/リタイア原因      | グリッド | ポイント |
| ------- | --- | ------------------------------ | --------------------- | ------ | ------------------------ | -------- | -------- |
| 1       | 1   | デニス・ハルム                 | マクラーレン-フォード | 68     | 1:40:14.8                | 7        | 9        |
| 2       | 5   | ジョニー・セルボ＝ギャバン     | マトラ-フォード       | 68     | +1:28.4                  | 13       | 6        |
| 3       | 8   | ジャッキー・イクス             | フェラーリ            | 68     | +1:28.6                  | 4        | 4        |
| 4       | 27  | ピアス・カレッジ               | BRM                   | 67     | +1 Lap                   | 17       | 3        |
| 5       | 6   | ジャン＝ピエール・ベルトワーズ | マトラ                | 66     | +2 Laps                  | 18       | 2        |
| 6       | 3   | ヨアキム・ボニエ               | マクラーレン-BRM      | 64     | +4 Laps                  | 19       | 1        |
| Ret     | 20  | ジョー・シフェール             | ロータス-フォード     | 58     | サスペンション           | 9        |          |
| Ret     | 10  | ジャック・ブラバム             | ブラバム-レプコ       | 56     | 油圧                     | 16       |          |
| Ret     | 4   | ジャッキー・スチュワート       | マトラ-フォード       | 42     | エンジン                 | 6        |          |
| Ret     | 15  | デビッド・ホッブズ             | ホンダ                | 42     | エンジン                 | 14       |          |
| Ret     | 19  | ジャッキー・オリバー           | ロータス-フォード     | 38     | トランスミッション       | 11       |          |
| Ret     | 2   | ブルース・マクラーレン         | マクラーレン-フォード | 34     | オイル漏れ               | 2        |          |
| Ret     | 11  | ヨッヘン・リント               | ブラバム-レプコ       | 33     | エンジン                 | 10       |          |
| Ret     | 26  | ペドロ・ロドリゲス             | BRM                   | 22     | エンジン                 | 15       |          |
| Ret     | 21  | ダン・ガーニー                 | イーグル-ウェスレイク | 19     | オーバーヒート           | 12       |          |
| Ret     | 16  | グラハム・ヒル                 | ロータス-フォード     | 10     | ホイール                 | 5        |          |
| Ret     | 14  | ジョン・サーティース           | ホンダ                | 8      | アクシデント             | 1        |          |
| Ret     | 9   | クリス・エイモン               | フェラーリ            | 8      | アクシデント             | 3        |          |
| Ret     | 7   | デレック・ベル                 | フェラーリ            | 4      | 燃料システム             | 8        |          |
| Ret     | 23  | ビック・エルフォード           | クーパー-BRM          | 2      | アクシデント             | 20       |          |
| DNS     | 18  | マリオ・アンドレッティ         | ロータス-フォード     |        | 24時間ルールで出場禁止 1 |          |          |
| DNS     | 25  | ボビー・アンサー               | BRM                   |        | 24時間ルールで出場禁止 1 |          |          |
| DNQ     | 28  | フランク・ガードナー           | BRM                   |        | 予選不通過               |          |          |
| DNQ     | 12  | シルビオ・モーザー             | ブラバム-レプコ       |        | 予選不通過               |          |          |
| ソース: |     |                                |                       |        |                          |          |          |

ファステストラップ
- ジャッキー・オリバー - 1:26.5（7周目）

ラップリーダー
- ブルース・マクラーレン - 12周 (Lap 1-6, 8-12, 14)
- ジョン・サーティース - 1周 (Lap 7)
- ジャッキー・スチュワート - 7周 (Lap 13, 17-18, 27, 30, 33, 40)
- ジョー・シフェール - 2周 (Lap 15-16)
- デニス・ハルム - 46周 (Lap 19-26, 28-29, 31-32, 34-39, 41-68)

追記
- ^1 - アンドレッティとアンサーは予選後の土曜日にアメリカでのレースに出場したが、世界選手権イベントの決勝前24時間以内に他のレースへ出場してはならないという規則に抵触したため、決勝出場を禁止された[14]

## 第9戦終了時点のランキング
|         | 順位 | ドライバー               | ポイント |
| ------- | ---- | ------------------------ | -------- |
|         | 1    | グラハム・ヒル           | 30       |
| 1       | 2    | ジャッキー・イクス       | 27       |
| 1       | 3    | ジャッキー・スチュワート | 26       |
|         | 4    | デニス・ハルム           | 24       |
|         | 5    | ペドロ・ロドリゲス       | 11       |
| ソース: |      |                          |          |

|         | 順位 | コンストラクター      | ポイント |
| ------- | ---- | --------------------- | -------- |
|         | 1    | ロータス-フォード     | 44       |
|         | 2    | マトラ-フォード       | 35       |
|         | 3    | フェラーリ            | 32       |
|         | 4    | マクラーレン-フォード | 31       |
|         | 5    | BRM                   | 21       |
| ソース: |      |                       |          |

- 注:  トップ5のみ表示。前半6戦のうちベスト5戦及び後半6戦のうちベスト5戦がカウントされる。